# موس كريستي
موس كريستي (بالإنجليزية: Moss Christie)‏ (26 نوفمبر 1902 – 19 ديسمبر 1978) هو سبّاح أسترالي راحل، مثّل بلاده في الألعاب الأولمبية الصيفية 1924.

## روابط خارجية
موس كريستي على موقع أوليمبيديا (الإنجليزية)
- موس كريستي على موقع اللجنة الأولمبية الأسترالية (الإنجليزية)